# Lekszyce
Lekszyce – wieś sołecka w Polsce położona w województwie świętokrzyskim, w powiecie kazimierskim, w gminie Kazimierza Wielka.
W 1595 roku miejscowość zwana Leksice położona w powiecie proszowskim województwa krakowskiego była własnością kasztelana małogoskiego Sebastiana Lubomirskiego oraz przynależała do parafii Kościelec.
W latach 1975–1998 miejscowość administracyjnie należała do województwa kieleckiego.